# Pietro Pulli
Pietro Pulli (Napoli, 1710 circa – 1759 circa) è stato un compositore italiano.
Poco si sa sulla vita di Pulli. La prima notizia che ci giunge sul suo conto risale all'autunno del 1731, quando egli compose sei arie per una revisione de La mogliere fedele di Leonardo Vinci. Nel libretto di quest'opera era menzionato come famosissimo sonatore di aceliuti e contrapuntisto, mentre diciture in altri lavori lo designano semplicemente come maestro di cappella napoletano. Fu operativo a Napoli almeno fino al 1734 e, successivamente, dal 1739 a Modena.
A parte il primo periodo della sua attività operistica, in cui scrisse alcuni lavori buffi in dialetto napoletano, egli compose soprattutto opere serie. Tra queste la più famosa è sicuramente Caio Marzio Coriolano, la quale, dopo esser sta rappresentata a Reggio Emilia, ebbe successive riprese a Napoli, Venezia e a Modena.

## Lavori
- Li zitelle de lo vòmmero (libretto di Bernardo Saddumene, 1731, Napoli)
- La marina de Chiaja (libretto di Bernardo Saddumene, 1734, Napoli)
- Il Carnevale e la Pazzia (opera buffa, 1739-40, Modena)
- Le nozze del Piacere e dell'Allegria (festa teatrale, 1739-40, Modena)
- Vologeso re dei Parti (opera seria, 1741, Reggio Emilia)
- Caio Marzio Coriolano (opera seria, libretto di Zaccaria Seriman, 1741, Reggio Emilia)
- Alessandro nell'Indie (opera seria, libretto di Pietro Metastasio, 1741, Modena)
- Zenobia (opera seria, libretto di Pietro Metastasio, 1748, Milano)
- Il Demetrio (opera seria, libretto di Pietro Metastasio, 1749, Milano)
- Olimpiade (opera seria, libretto di Pietro Metastasio, 1751, Modena)
- 6 arie per La mogliere fedele di Leonardo Vinci (1731)
- 4 sonate per flaute e basso continuo (1759)